# Mimamsa
Mīmāṁsā (IAST), eller Mimamsa  (egentligen reflexion, överläggning; undersökning, förklaring), är en generell benämning för två av de sex indiska filosofiska system, som gäller som ortodoxa . Båda anses fastställda och kodifierade omkring början av vår tideräkning. Det första kallas purva-mimamsa ("första mimamsa"), även benämnt karmami-mamsa ("handlingsmimamsa"), men går allmännast under den enkla benämningen mimamsa och är kodifierat av en viss Jaimini i en skrift Jaimini-sutra i tolv böcker med kommentar av Cabara-Svamin, som i sin tur kommenterades av Kumarila (omkring 700 e.Kr.), vartill ansluter sig en hel del yngre verk av kommenterande art. Systemet har till uppgift att fastställa exegetiska grundsatser för en rätt uppfattning av lagen (dharma), särskilt beträffande utförandet av offren och deras teknik. Det har till förutsättning veda som kanon, uppfattad som gudomlig uppenbarelse. Följande fem punkter är att iaktta vid behandling av ett ämne:
1. framställning av ämnet,
2. problemställningen,
3. diskussion av oriktiga behandlingar eller förklaringsförsök,
4. den riktiga förklaringen,
5. ämnets ställning i det hela.

Mimamsa är sålunda inte ett helt filosofiskt system, utan snarare inledning och metodlära (propedeutik) för vetenskap och särskilt filosofisk vetenskap. Det är avsett att framställa de allmänna formella principerna för textförklaring och vetenskaplig behandling av ett ämne. Dess metod kommer till användning i synnerhet i rättsvetenskapen (dharma-sutra, -castra). På grund av systemets formella karaktär spelar den konkreta gudavärlden och gudsdyrkan ingen roll, och de speciella idkarna av mimamsa-vetenskapen är benägna att förbise den positiva religionen och anses ibland som ateister.>
Det andra systemet, uttara-mimamsa (flera andra namn finns), är egentligen identiskt med Vedanta-systemet, till vilket alltså purva-mimamsa är inledningen.